# 賀長齡
贺长龄（1785年—1848年），字耦耕，号耐庵，湖南省長沙府善化縣人，祖籍浙江会稽。清朝學者、政治人物。

## 简介
贺熙龄之兄，嘉庆十二年（1807年）舉丁卯科鄉試第一，嘉慶十三年（1808年）成戊辰科进士，选庶吉士，散馆授编修，迁赞善。道光元年（1821年），出为江西南昌府知府。道光四年闰七月十一，由山东兖沂曹济道道员升任廣西按察使。道光四年九月初七（1824年10月28日），同江苏按察使互调。后升任山东巡抚、江宁布政使等职，乞归养亲。道光十五年（1835年），母丧服阕，补福建布政使，调直隶。道光十六年（1836年），擢贵州巡抚，治黔九载，平息民乱，振兴文教。道光二十五年（1845年），擢云贵总督，兼署云南巡抚。期间因平定回族反清运动不力，降补河南布政使。道光二十七年（1847年），乞病归，又被前事追究，革职。次年卒。

## 政绩
贺长龄为官40年，为官清廉，为政勤勉，泽披天下。山东省多水患，贺长龄带领人民开沟洫，兴修水利，使得粮食收获倍增。贺长龄在贵州为官时，主张查禁私种罂粟和吸食鸦片。整顿吏治，练营伍，储粮备荒，恤孤抚幼，劝课桑棉，教以纺织，创建书院义塾，得到了当地人民的交口称赞。

## 作品
贺委托幕友魏源纂辑《皇朝经世文编》120卷，著有《耐庵文存》等。

## 延伸阅读
[在维基数据编辑]
 《清史稿/卷380》，出自趙爾巽《清史稿》